# ナタリア・ポノマレワ
ナタリア・ポノマレワ（ロシア語ラテン翻字: Natalia Ponomareva, 1982年8月13日 - ）は、ロシアエカテリンブルク生まれのウズベキスタンの女性フィギュアスケート選手。2002年ソルトレイクシティオリンピックペアウズベキスタン代表。パートナーはエフゲニー・スヴィリドフ。

## 経歴
エカテリンブルクに生まれ、4歳のころにスケートを始めた。1991年のソビエト連邦崩壊後はウズベキスタンに移り、1997年よりエフゲニー・スヴィリドフとペアを結成。ペア結成1年目の1997-1998年シーズン、ゴールデンスピンで3位となり、翌1998-1999年シーズンにはアジア大会で3位。1999年世界選手権および1999年四大陸選手権にも出場を果たした。
2001-2002年シーズン、ソルトレークシティオリンピックの予選に指定されたゴールデンスピンで4位となりオリンピック出場枠を獲得した。ソルトレイクシティオリンピックでは、ショートプログラムとフリースケーティングともに18位、総合でも18位に終わった。オリンピック以後は、国際大会への出場はなくなり、国内大会のウズベキスタン選手権への出場に留まった。2004年引退。

## 主な戦績
| 大会/年              | 1997-98 | 1998-99 | 1999-00 | 2000-01 | 2001-02 | 2002-03 | 2003-04 |
| -------------------- | ------- | ------- | ------- | ------- | ------- | ------- | ------- |
| オリンピック         |         |         |         |         | 18      |         |         |
| 世界選手権           |         | 21      |         | 17      |         |         |         |
| 四大陸選手権         |         | 7       | 9       | 10      |         |         |         |
| ウズベキスタン選手権 | 1       | 1       | 1       | 1       | 1       | 1       | 2       |
| GPスケートアメリカ   |         |         |         |         | 9       |         |         |
| GPNHK杯              |         |         |         |         | 7       |         |         |
| アジア大会           |         | 3       |         |         |         |         |         |
| ゴールデンスピン     | 3       |         |         |         | 4       |         |         |
| スケートイスラエル   | 3       |         |         |         |         |         |         |